# Une vie courte
 (mars 2012).
Si vous disposez d'ouvrages ou d'articles de référence ou si vous connaissez des sites web de qualité traitant du thème abordé ici, merci de compléter l'article en donnant les références utiles à sa vérifiabilité et en les liant à la section « Notes et références ».
Une vie courte est un moyen métrage français de 1995 réalisé par Olias Barco.

## Synopsis
Une vie courte - Satire onirique de la vie quotidienne en banlieue.
Une trentaine d'enfants des banlieues, encadrés d'acteurs professionnels et amateurs, jouent leur propre rôle à travers une trentaine de séquences alliant le réalisme du documentaire à la fantaisie d'un conte.
L'objectif de ces images n'est pas de dénoncer la situation critique d'une classe sociale abandonnée mais de capturer l'instant où le désarroi se charge de poésie, où l'exclusion, la pauvreté et le chaos des cités engendrent chez l'enfant une appréhension surréaliste ou hyperréaliste du monde.
Une gamine essaie de sauver avec ses copains un magasin de jouets menacé de fermeture. Un môme a peur de descendre les escaliers d'une tour qui ne mènent nulle part. Un enfant assume le chagrin d'un ami pour de l'argent. Pour tous, l'imagination est un pays fantastique très loin des cités. Chacune de ces histoires est un visage, une parenthèse qui ne se referme pas, qui à son tour ouvre sur une autre parenthèse, un autre visage, une autre histoire.
Ces jeunes sont à la frontière du rêve et de la rébellion, de la violence et de l'abandon. Ils n'ont pour tout vocabulaire que leurs poings ou leurs chimères. Condamnés à l'exclusion, ils s'inventent d'autres mondes, moins limités que les murs ou les caves de leurs immeubles.
Tous les personnages se croisent, se rencontrent. La caméra s'attarde sur l'un d'eux, raconte son histoire ou son rêve puis le quitte au hasard d'une autre rencontre. Ce jeu de relais est entrecoupé de scènes tournées dans la rue, de commentaires de gosses, sur une belle fille qui passe, la BMW noire d'un grand frère ou tout autre évènement qui survient dans leur périmètre de vie.
Une vie courte est un regard personnel sur une réalité entre documentaire et fantastique.

## Fiche technique
- Réalisation et production : Olias Barco
- Scénario : Olias Barco, Samuel Benchetrit
- Adaptation et dialogues : Samuel Benchetrit d'après une idée originale d'Olias Barco
- Musique originale : Jean-Baptiste Loussier
- Durée : 45 minutes
- Lieux de tournage : Une vie courte a été tourné en banlieue est parisienne
- Production : Après la Pluie Production
- Producteur exécutif : Olivier Sitruk
- Pays :  France
- Année : 1995

## Distribution
- Jean-Claude Dreyfus : L'ermite
- Olivier Sitruk : Olivier
- Samuel Benchetrit : Sam
- Denis Pellegrin : L'acheteur
- Aurélien Recoing : Mr Kalo
- Sandrine Thomas : Dame Neige
- Pierre Val : Smili
- Richard Houée : Hulk
- Franck Vallaury : Zorro
- Christophe Guibet : Nounours
- Jean-Baptiste Loussier : Robin des Bois
- Philippe Auliac : Superman
- Juan Pablo Domenech : Tarzan
- Sylvie Audcoeur : Jane

## Autour du film
- Une vie courte a été financé en majeure partie par des sociétés privées et des particuliers. Il a également bénéficié du soutien actif de la municipalité de Champigny-sur-Marne.
- Participation des enfants des cités des Bosquets (Montfermeil), des Quatre Mille (la Courneuve), du Luth (Gennevilliers), des Mordacs et du Bois-l'Abbé (Champigny).